# Heinrich August Knickmann

Heinrich August Knickmann

Heinrich August Knickmann, auch Heinz Knickmann, (* 25. September 1894 in Horstermark; † 5. August 1941 bei Sabolotje) war ein deutscher Politiker (NSDAP).

## Leben und Wirken
Heinrich Knickmann besuchte die Volksschule, dann das Gymnasium. Anschließend wurde er an der Unteroffiziersvorschule in Weißenfels in der Provinz Sachsen und an der Unteroffiziersvorschule Weilburg im Oberlahnkreis ausgebildet. Später besuchte Knickmann die Verwaltungsakademie Recklinghausen.
Im Ersten Weltkrieg wurde Knickmann zweimal verwundet. Nach dem Krieg war er eine Zeit lang in Selbstschutzorganisationen und Grenzverbänden tätig. Nach einer Ausbildung im Kommunalverwaltungsdienst war Knickmann bei der Stadtverwaltung Buer angestellt. Während der Ruhrbesetzung 1923 nahm Knickmann an Sabotageaktionen gegen die französischen und belgischen Besatzungstruppen teil. Namentlich führte er die Aktion im Gebiet Emscher-Lippe an.
Ab 1924 gehörte Knickmann der Reichswehr als Organisationsoffizier beim Wehrkreiskommando VI in Münster an. Am 15. August 1932 wurde Knickmann auf eigenen Wunsch aus der Reichswehr entlassen. Stattdessen wurde er Stabsführer bei der SA-Untergruppe Westfalen Nord in Osnabrück.
1925 trat Knickmann der NSDAP bei (Mitgliedsnummer 16.106). Später wurde er auch Mitglied der SS.
Bei der Reichstagswahl vom Juli 1932 wurde Knickmann als Kandidat seiner Partei für den Wahlkreis 17 (Westfalen Nord) in den Reichstag gewählt, dem er zunächst bis zum November desselben Jahres angehörte. Im Januar 1933 kehrte Knickmann im Nachrückverfahren für den ausgeschiedenen Alfred Meyer ins Parlament zurück, dem er fortan ohne Unterbrechungen bis zu seinem Tod im August 1941 als Abgeordneter für den Wahlkreis 18 (Westfalen Süd) angehörte. Knickmann stimmte für das Ermächtigungsgesetz vom 24. März 1933, das die juristische Grundlage für die Errichtung der NS-Diktatur bildete.
1933 wurde Knickmann zum Polizeipräsidenten von Duisburg-Hamborn ernannt, welchen er 1937 auf eigenen Wunsch in den einstweiligen Ruhestand versetzt. Von 1937 bis 1941 führte Knickmann als hauptamtlicher SA-Führer die SA-Gruppe Niederrhein. Am 9. November 1937 war seine Ernennung zum SA-Obergruppenführer erfolgt. Ende 1938 wurde er in die Wehrmacht einberufen, durch Walter Hoevel vertreten und übernahm für einen Urlaub im Dezember 1940 wieder die Position als SA-Führer.
Hauptmann Knickmann fiel als Kommandeur des II. Bataillons des Infanterie-Regiments 501 nach dem deutschen Angriff auf die Sowjetunion bei Kampfhandlungen in der Nähe von Sabolotje. Postum erhielt er das Deutsche Kreuz in Gold. Nach seinem Tod wurde Knickmanns Reichstagsmandat bis zum Kriegsende von Franz Bielefeld weitergeführt.
Sein Bruder war der nationalsozialistische „Märtyrer“ Ludwig Knickmann.